# El Gorah
El Gorah est une commune égyptienne peuplée de nomades et d'agriculteurs située près de la frontière israélienne.

## Histoire
Entre 1967 et 1979 une base militaire israélienne contrôlait le Nord du Sinaï. Actuellement, le camp nord de la Multinational Force and Observers (MFO), chargée d'assurer l'application du traité de Camp David est installé dans cette localité.
Sans lien avec les Nations unies, la FMO est une organisation internationale indépendante qui a été créée à la suite des Accords de Camp David de 1978 et du Traité de paix israélo-égyptien de Washington du 26 mars 1979, pour surveiller leur frontière commune dans le Sinaï . À la tête de la Force multinationale se trouve un directeur général, un diplomate de nationalité américaine.
Le directeur général, qui a son quartier général à Rome, est assisté par un Commandant de la Force, qui a rang d’officier général, et commande la FMO sur le terrain. Son quartier général se trouve à El Gorah, au camp nord de la Force.
Elle se compose d'environ 2 000 soldats américains, français, australiens, canadiens, colombiens, fidjiens, hongrois, italiens, néo-zélandais et uruguayens, ainsi que de quelques militaires norvégiens (La majorité des troupes sont basées au Camp nord de la Force, à El Gorah. Un Camp sud se trouve près de Sharm el Sheikh). Le contingent français qui formait la Fixed Wing Aviation Unit (FWAU), une unité de transport aérien avec un avion CASA CN 235 a quitté le Sinaï en 2011. Les seuls représentants de l'armée française sont désormais deux officiers de liaison stationnés pour un au Camp nord d'El Gorah et pour l'autre au Camp sud à proximité de Sharm El Sheikh.